# Stenträsket (Piteå socken, Norrbotten, 725819-170361)
Stenträsket är en sjö i Piteå kommun i Norrbotten och ingår i Byskeälvens huvudavrinningsområde. Sjön har en area på 0,101 kvadratkilometer och ligger 278 meter över havet. Stenträsket ligger i Byskeälven Natura 2000-område.

## Delavrinningsområde
Stenträsket ingår i det delavrinningsområde (725762-170484) som SMHI kallar för Ovan Bredträskbäcken. Medelhöjden är 287 meter över havet och ytan är 12,43 kvadratkilometer. Räknas de 7 avrinningsområdena uppströms in blir den ackumulerade arean 121,35 kvadratkilometer. Gäddträskån som avvattnar avrinningsområdet har biflödesordning 3, vilket innebär att vattnet flödar genom totalt 3 vattendrag innan det når havet efter 86 kilometer. Avrinningsområdet består mestadels av skog (76 procent) och sankmarker (19 procent). Avrinningsområdet har 0,1 kvadratkilometer vattenytor vilket ger det en sjöprocent på 0,8 procent.